# Васьковичи (Житомирская область)
Васьковичи (укр. Васьковичі) — село на Украине, основано в 1763 году, находится в Коростенской городской общине Житомирской области. Расположено на реке Шестень при впадении её притока Граничевка.
Код КОАТУУ — 1822380901. Население по переписи 2001 года составляло 1108 человек. Население по данным 2025 года составляет 752 человека. Почтовый индекс — 11522. Телефонный код — 4142. Занимает площадь 4,562 км².